# Napoléon à Sainte-Hélène
 (juillet 2025).
Pour les articles homonymes, voir Napoléon (homonymie).
Pour plus de détails, voir Fiche technique et Distribution.
Napoléon à Sainte-Hélène (titre original : Napoleone a Sant'Elena) est un film italien réalisé par Mario Caserini, sorti en 1911.
Ce film muet en noir et blanc met en scène l'empereur des Français Napoléon Ier, déporté par les Anglais sur l'île Sainte-Hélène en 1815 après sa défaite à Waterloo.

## Synopsis
Les dernières années de Napoléon en exil sur l'île de Sainte-Hélène.

## Fiche technique
- Titre original : Napoleone a Sant'Elena
- Réalisation : Mario Caserini
- Scénario : Mario Caserini
- Société de production : Società Italiana Cines
- Société de distribution : Società Italiana Cines
- Pays d'origine :  Royaume d'Italie
- Langue : italien
- Format : Noir et blanc – 1,33:1 – 35 mm – Muet
- Genre : film historique
- Longueur de pellicule : 262 m
- Année : 1911
- Dates de sortie :
  -  Royaume d'Italie : janvier 1911
  -  France : janvier 1911
  -  Royaume-Uni : 28 janvier 1911
  -  Espagne : 30 janvier 1911
  -  Empire allemand : 11 février 1911
  -  États-Unis : décembre 1911
- Autres titres connus :
  -  Italie : Napoleone a Sant'Elena
  -  Royaume-Uni : Napoleon
  -  Espagne : Napoleón en Santa Elena
  -  Empire allemand : Napoleon auf Sankt Helena

## Distribution
- Vittorio Rossi Pianelli : Napoléon
- Amleto Novelli : un officier